# まんてん・いろは小町
『まんてん・いろは小町』（まんてんいろはこまち）は、小坂まりこによる日本の漫画作品。タイトルの「・」の部分には、桜の花を模したマークが入る。
小学館の漫画雑誌『ちゃお』にて2008年3月号から同年5月号にかけて発表された。

## あらすじ
事故により、早くに両親を亡くした錦戸小朝は、親戚の笠霧家に引き取られた。笠霧家では競技かるたの道場を構えており、和歌好きの小朝も競技かるたを嗜んではいるが実力は話にならない。しかしある日、道場の一人娘・笠霧ゆきなにかるたの真剣勝負を申し込んだところ……。

## 登場人物
錦戸小朝
本作の主人公。13歳。早くに両親を亡くしたため、親戚の笠霧家に居候している。ゆきなに鍛えられて急激に実力を伸ばし、やがて競技会に参加。東の代表の座を勝ち取る。
笠霧ゆきな
13歳。笠霧家の一人娘で小朝のいとこ。史上最年少でかるたクイーンの称号を獲得した実力を持つ。自分の実力を高めるために、小朝に競技かるたのイロハを叩き込む。母親は「笠霧かるた道場」の先生。（父親はシルエットのみ登場）
里見伊鈴
16歳。西の代表。後に東の代表を勝ち取った小朝とクイーン（ゆきな）戦を懸けて対決する。

## 連載時のエピソード
- 『ちゃお』では若手作家の作品は全3話の短期集中連載で扱われることが多く、本作もその例に漏れなかった。その結果、第1話では素人と大差ない主人公が第2話でいきなり競技会に参加、更にクイーン戦を懸けて争うという急激な展開を繰り広げる内容となった。
- 『ちゃお』2008年3、4月号に読者企画「小朝とゆきなのまんてんかるた道場」 が掲載された。3月号では競技かるたの説明、4月号では第52期クイーン位決定戦の試合レポートや勝者である楠木早紀のインタビューが記載された。

## 書誌情報
- 小坂まりこ『まんてん・いろは小町』小学館〈ちゃおコミックス〉、全1巻、2008年7月1日発売、ISBN 978-4-09-131768-1

表題作の他、デビュー作「I☆マイセルフ」など3作を併録。